# José Espert Climent
José Espert Climent (Alginet, Ribera Alta, 22 de novembre de 1927 - Alginet, novembre de 2015) va ser un pintor valencià.

Va pintar el primer quadre als 14 anys. Té per títol Sancho a l'illa Baratària. Es tracta d'una escena del Quixot del quadre de Moreno Carbonell de Màlaga. Ingressà el 1945 a l'Escola Superior de Belles Arts de Sant Carles de València. Treballà sobretot el retrat. 
Va viure a Madrid, París i Roma i tornà a Alginet quan ja tenia prestigi com a pintor. Les seves millors exposicions van ser a València, Madrid i Milà. L'any 1999 va ser nomenat fill predilecte d'Alginet per l'aportació de les seues pintures amb Julio Palau Lozano, Juliet el Pelotari, i Ismael Latorre Mendoza.
Espert va ser mestre d'un grup de pintors que Adolfo de Azcárraga denominà miniescola d'Alginet, com són: Antonio Alegre Cremades, Vicent Benito Botella, Salvador Ribes Villalba, Manuel Blanco, Nydia Lozano i Felipe Santamans.

## Obres

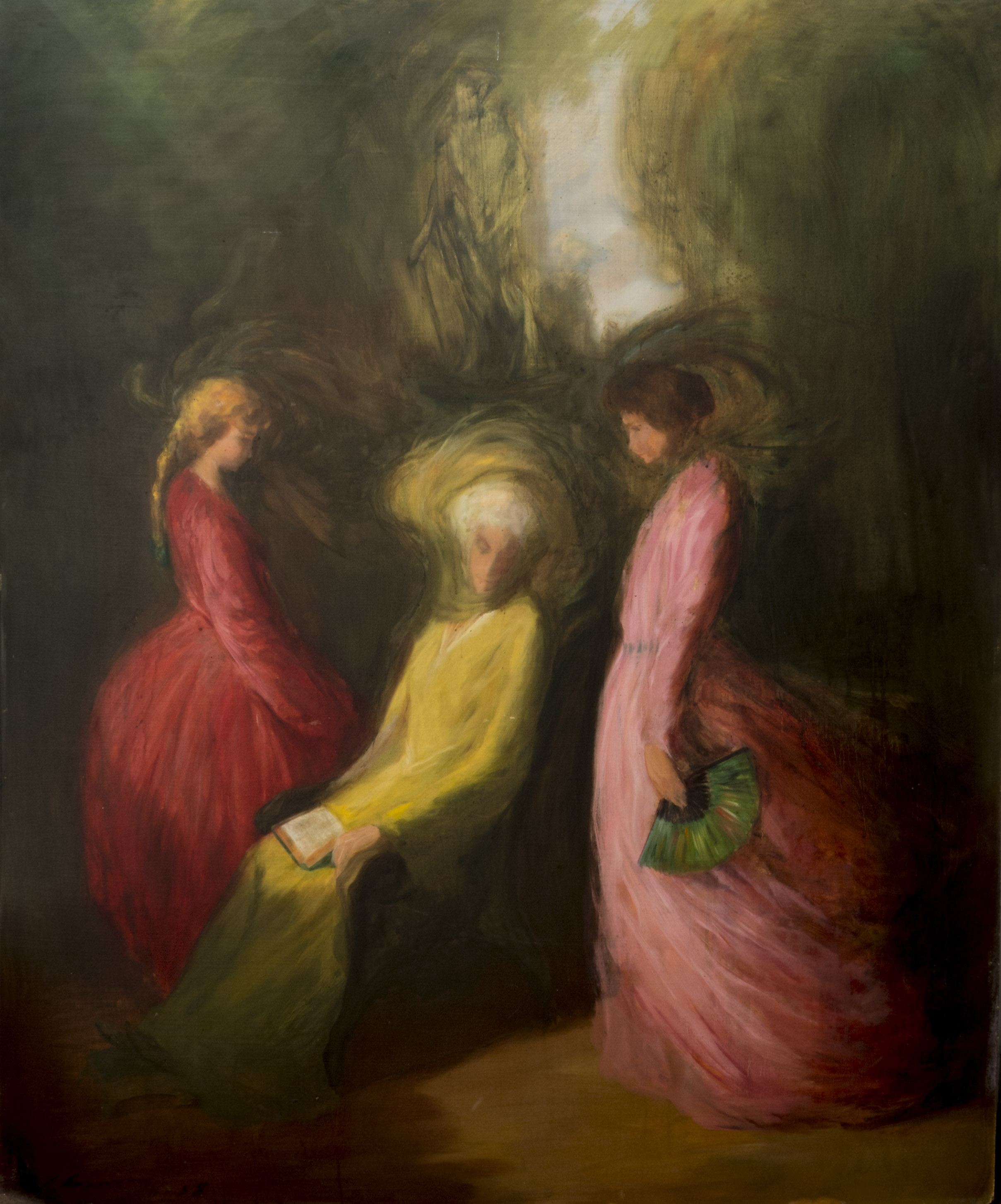
La juventud frente a la experiencia
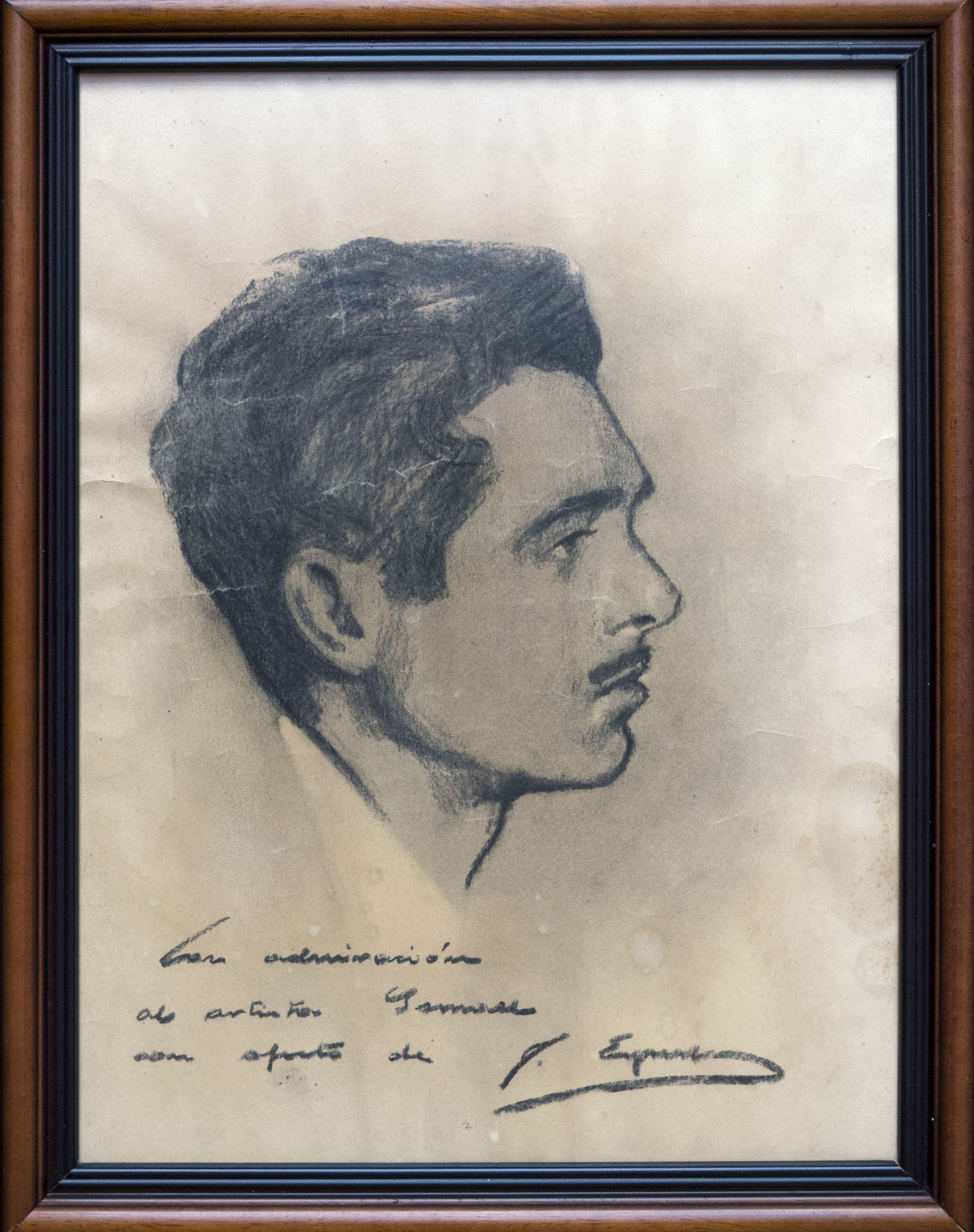
Retrat d'Ismael Latorre